# 莫兰河畔圣西尔
莫兰河畔圣西尔（法語：Saint-Cyr-sur-Morin，法語發音：[sɛ̃ siʁ syʁ mɔʁɛ̃] ⓘ）是法国塞纳-马恩省的一个市镇，属于普罗万区。

## 地名
《世界地名翻译大辞典》与《世界地名译名词典》将其纯音译作“圣西尔叙莫兰”，虽然“sur”后接非河名的时候地名需纯音译，不过此处的“莫兰”确实是一条河流的名称。

## 地理
莫兰河畔圣西尔（48°54'22"N, 3°11'2"E）面积19.1 平方千米，位于法国法蘭西島大區塞纳-马恩省，该省份为法国北部内陆省份，北起瓦兹省，西接埃松省、马恩河谷省、塞纳-圣但尼省和瓦兹河谷省，南至卢瓦雷省，东南接约讷省，东临马恩省和奥布省，东北接埃纳省。
与莫兰河畔圣西尔接壤的市镇（或旧市镇、城区）包括：比西耶尔、杜村、茹阿爾、马恩河畔萨西、莫兰河畔圣旺。
莫兰河畔圣西尔的时区为UTC+01:00、UTC+02:00（夏令时）。

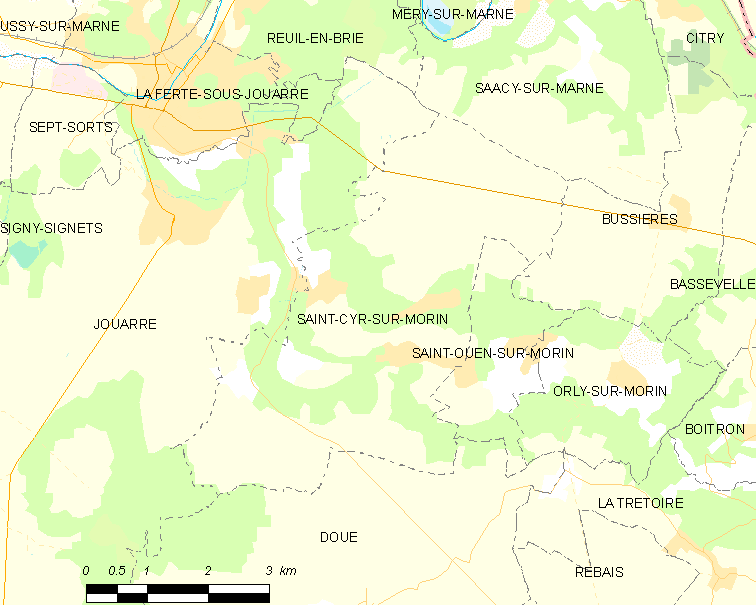
莫兰河畔圣西尔的OSM定位图

## 行政
莫兰河畔圣西尔的邮政编码为77750，INSEE市镇编码为77405。

## 政治
莫兰河畔圣西尔所属的省级选区为库洛米耶县。

## 人口

1962-2008年间莫兰河畔圣西尔人口变化图示

莫兰河畔圣西尔于2022年1月1日时的人口数量为1943人。